# Oust
 Oust  es una población y comuna francesa, en la región de Mediodía-Pirineos, departamento de Ariège, en el distrito de Saint-Girons. Es el chef-lieu del cantón de Oust, aunque Seix y Ercé la superan en población.

## Demografía
| 462 | 441 | 581 | 503 | 449 | 515 |
| Para los censos de 1962 a 1999 la población legal corresponde a la población sin duplicidades (Fuente: INSEE [Consultar]) |     |     |     |     |     |